# ЛЭП Шяуляй – Елгава

Схема ЛЭП Шяуляй — Елгава на карте электроэнергетики Литвы

Линия электропередачи Шяуляй — Елгава — электрическая линия в Балтийской системе электропередачи (синхронная с системой IPS / UPS) между Литвой и Латвией. Воздушная линия электропередачи является одной из семи соединительных линий между двумя странами и одной из четырёх линий электропередачи 330 кВ между Литвой и Латвией.

## История
В 1956 году была создана национальная электрическая сеть Литвы, связавшая Петрашюнайскую электростанцию в Каунасе и Рекивскую электростанцию в Шяуляе. Шяуляй (Литва) и Елгава (Латвия) были соединены в 1962 году, создав первую в истории линию передачи данных между двумя соседними странами. Это также была первая в Литве линия электропередачи на 330 кВ.
В 1997 году к линии электропередачи Шяуляй-Елгава была добавлена линия электропередачи длиной 93,2 км (57,9 миль) с напряжением 330 кВ до литовского города Тельшяй.